# Eremocoris borealis
Eremocoris borealis är en insektsart som först beskrevs av William Sweetland Dallas 1852.  Eremocoris borealis ingår i släktet Eremocoris och familjen Rhyparochromidae. Inga underarter finns listade i Catalogue of Life.